# Ueshiba Moriteru
Ueshiba Moriteru (植芝 守央 (Thực Chi Thủ Ương) Ueshiba Moriteru, sinh ngày 2 tháng 4 năm 1951) là một bậc thầy aikido người Nhật. Ông là cháu nội của Ueshiba Morihei, người sáng lập aikido, và là con trai của Ueshiba Kisshomaru. Ueshiba là Doshu (người đứng đầu theo thừa kế) thứ ba và hiện tại của Aikikai.

## Tiểu sử
Ueshiba sinh ngày 2 tháng 4 năm 1951 tại Tokyo, Nhật Bản. Khi nhớ lại thời thơ ấu của mình trong một cuộc phỏng vấn vào năm 2004, ông nói, "Lần đầu tiên mặc một bộ đồng phục Aikido, tôi mới học lớp một tiểu học, nhưng gia đình tôi không hề ép buộc tôi phải keiko (luyện tập) sau đó, tôi chỉ tập khi tôi thấy thích bộ môn đó. Tôi bắt đầu luyện tập một cách nghiêm túc trong những năm học trung học của mình, ý định của tôi là trở thành người kế nhiệm cha tôi, và giữ gìn di sản của Kaiso [Ueshiba Morihei] cho tương lai."
Năm 1976, Ueshiba tốt nghiệp Đại học Meiji Gakuin với bằng cử nhân kinh tế. Năm 1996, ông đảm nhận vị trí Dojocho (quản lý/chủ nhân) của Aikikai Hombu Dojo. Năm 1997, ông viếng thăm Ireland. Ông đã đảm nhận danh hiệu Doshu vào ngày 4 tháng 1 năm 1999, sau sự qua đời của cha ông, Ueshiba Kisshomaru. Tháng 1 năm 2006, như một phần của lễ kỷ niệm 40 năm thành lập Aiki-Kai Australia, Ueshiba đã viếng thăm và giảng dạy ở Australia.
Ueshiba đã viết bộ sách Best Aikido: The fundamentals (2002, đồng tác giả với người cha Ueshiba Kisshomaru), The Aikido master course: Best Aikido 2 (2003), và Progressive Aikido: The essential elements (2005).
Theo hệ thống iemoto, ông dự kiến sẽ được kế vị chức vị Doshu bởi người con trai Ueshiba Mitsuteru.